# Agneta Elers-Jarleman
Agneta Elers-Jarleman, född 5 maj 1948 i Nederkalix församling, är en svensk dramatiker, teater- och filmregissör.

## Pjäser manus och regi (urval)
- 1987 – Hallå! Hallå!
- 1991 – Lilla Boye
- 1992 – Djävla karl!!!
- 1992 – Katter
- 1995 – I väntan på vadå?
- 1996 – Harriet L.
- 1997 – Jag – Selma
- 1998 – Dödsdansen 1+2
- 2005 – SONJA! SONJA! – en folkhemsprinsessa
- 2006 – Sonjas ansikte
- 2008 – Kärleksköparen – Fröding naked
- 2009 – ELLEN lysande, modig, drömmande, ensam - om Ellen Key
- 2009 – Spisa Strindberg - Min middag med August
- 2012 – Anna & Berta - en annorlunda konstmusikal

## Filmmanus och regi (urval)
- 1983 – Smärtgränsen
- 1986 – Ester – om John Bauers hustru
- 1989 – Peter och Petra

## Priser och utmärkelser
- 1983 – Kurt Linders stipendium
- 1985 – Prix Italia för dokumentärfilmen Smärtgränsen
- 1985 – Guldbagge för Smärtgränsen
- 2003 – ABF:s litteratur- & konststipendium
- 2009 – Frödingmedaljen